# Bobbi Kristina Brown
Bobbi Kristina Brown (ur. 4 marca 1993 w Livingston w stanie New Jersey, zm. 26 lipca 2015 w Duluth w stanie Georgia) – amerykańska piosenkarka i osobowość telewizyjna.

## Życiorys
Była córką piosenkarzy, Bobby’ego Browna i Whitney Houston. Uczęszczała do szkoły średniej Edison High School w Township. Podczas trasy koncertowej My Love Is Your Love swojej matki, wystąpiła 22 sierpnia 1999 w Operze Leśnej w Sopocie podczas Sopot Festival. W 2012 roku była prezenterką na rozdaniu nagród Billboard Music Awards. Po śmierci matki stała się spadkobierczynią jej majątku wartego 115 milionów dolarów.
Od stycznia 2015 roku była w śpiączce po utracie przytomności, a w czerwcu trafiła do Peachtree Christian Hospice, gdzie zmarła 26 lipca 2015 roku. Uroczystości pogrzebowe miały miejsce 1 sierpnia 2015 roku w St. James United Methodist Church w Alpharetcie. Pochowana została 3 sierpnia na cmentarzu Fairview w Westfield, obok swojej matki. Z raportu ujawnionego 3 marca 2016 roku wynika, że zmarła z powodu zatrucia alkoholem i narkotykami, na skutek czego podtopiła się w wannie. Stwierdzono również zażycie środków przeciwlękowych i uspokajających, a ponadto stwierdzono u niej zadrapania i siniaki. Eksperci nie rozstrzygnęli, czy do śmierci doszło wskutek samobójstwa, morderstwa czy wypadku.